# San Pedro de Graudescales

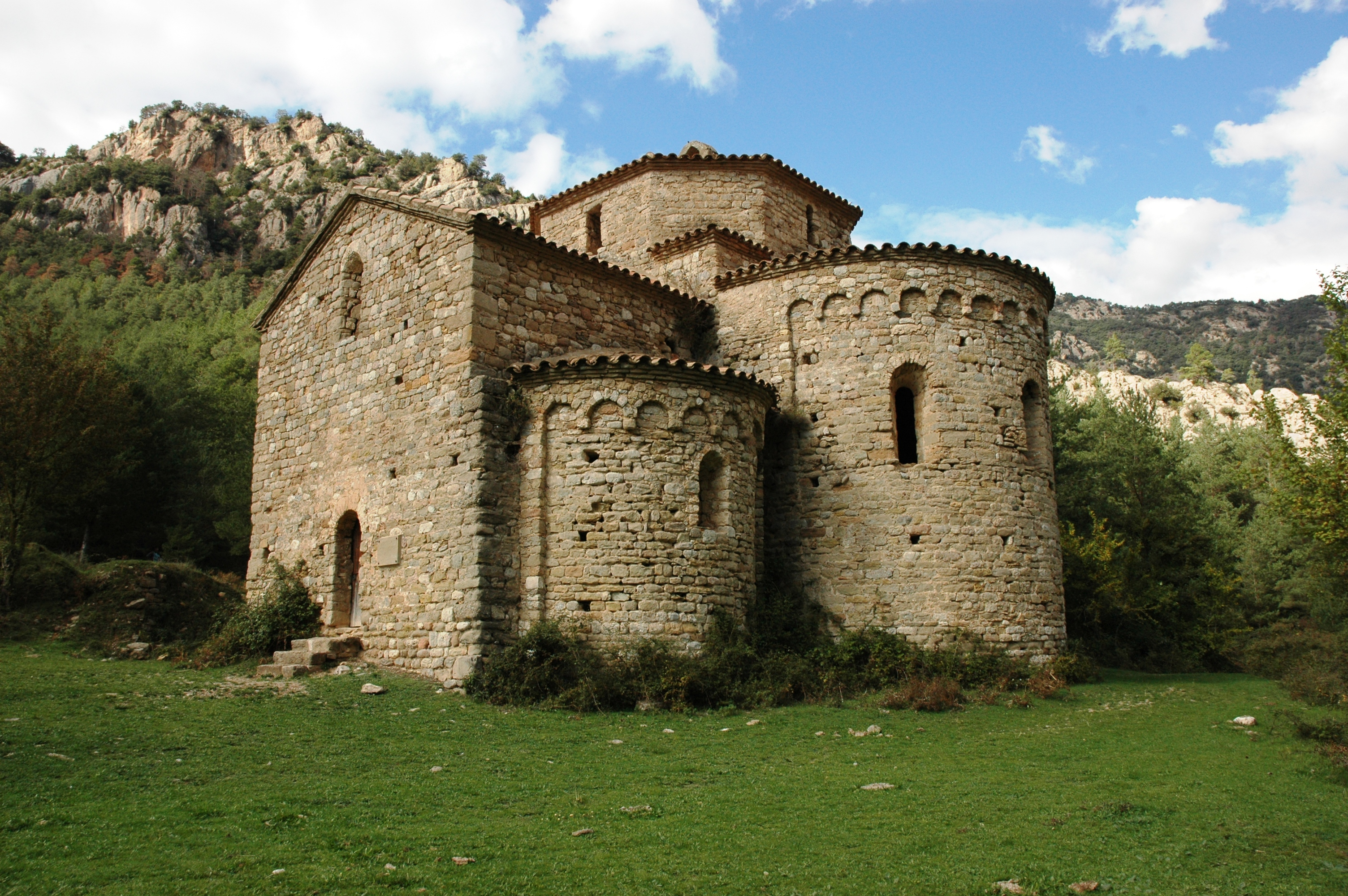
San Pedro

San Pedro de Graudescales ist eine romanische Kirchenanlage im kleinen Ort Valldora am Osthang der Klippen der Sierra de Busa in Katalonien, Spanien.
Es ist das einzige erhaltene Gebäude eines alten Benediktinerklosters am Ufer von Agua de Ora, das zum Kulturgut von nationalem Interesse, Declaración 26 de mayo de 1998, Figura de protección RI-51-0010178 erklärt wurde.
Die Kirche des ehemaligen Klosters San Pedro de Graudescales (oder Escaleras) befindet sich im Ora-Wassertal in der Nähe der Klippen von Busa. Ihre Ursprünge gehen auf das 10. Jahrhundert zurück, in dem der Geistliche Mangulf eine Kirche errichtete, die 913 vom Bischof von Urgell geweiht wurde. Im Jahr 960 leitete der Bischof die Gründung eines Benediktinerklosters ein.  Im Jahr 1270 ging es in die Pfarrei über, und nach langen Jahrhunderten des Verfalls und der Zerstörung wurde das heutige Gebäude zwischen 1956 und 1958 auf Beschluss der Provinzräte von Barcelona und Lleida grundlegend renoviert.
Die Anlage besteht aus einem Kirchenschiff und drei Apsiden, die größte in der Mitte, und die beiden anderen öffnen den Zugang zum Querschiff. Auf dem Querschiff erhebt sich die achteckige Kuppel. Die Ornamentik reduziert sich auf einen durch die Apsiden verlaufenden Fries blinder Bögen.